# اقتصاد بلژیک
اقتصاد بلژیک مبتنی بر اقتصاد بازار و لیبرالیسم است. موقعیت جغرافیایی بلژیک با حمل و نقل پیشرفته و ساختاری تجاری، باعث شده که این کشور امکان همگرایی اقتصادی بیشتر با کشورهای همسایه خود را پیدا کند. حمل و نقل این کشور با برخورداری از زیربنای محکم و بهره‌برداری از بنادر، کانالها، راه‌آهن و بزرگراه‌ها، نقش مهمی را در این همگرایی ایفا می‌کند.
بلژیک، با جمعیت متراکم، در قلب یکی از مهم‌ترین مناطق صنعتی جهان قرار گرفته‌است. اقتصاد بلژیک، عمدتآ بر پایه خدمت است و طبیعتی با بخش‌های دوگانه فلاندری جلوه پویایی از خود بروز داده و بروکسل به عنوان مرکز چند نژادی و چند زبانه آن، و یکی از بلندمرتبه‌ترین اعضای اتحادیه اروپا ست و اقتصادی والونی که از لحاظ تولید ناخالص ملی یک چهارم عقب مانده‌است.
بلژیک اولین کشور اروپایی اقلیمی بود که در اوایل دهه ۱۸۰۰ دستخوش انقلاب صنعتی شد. شهرهای لیژ و شارلوآ به سرعت در صنایع معدن و فولادسازی توسعه یافتند و در اوایل قرن بیستم کاملآ شکوفا شدند. با این حال، در دهه ۱۸۴۰ صنعت پارچه بافی فلاندرز به بحران شدیدی دچار شد و فلاندر از این جهت دچار قحطی شد. بعد از جنگ جهانی دوم، شهرهای خنت و آنتورپ توسعه سریع صنایع شیمی و پتروشیمی را تجربه نمودند. بحران‌های نفت ۱۹۷۳ و بحران نفت ۱۹۷۹ اقتصاد را به سمت ترقی طولانی مدت پیش برد. صنعت فولادسازی بلژیک تا کنون رکودهای اقتصادی زیادی را تجربه نموده‌است. این مسئله مانع از توسعه اقتصادی والونی شده‌است.

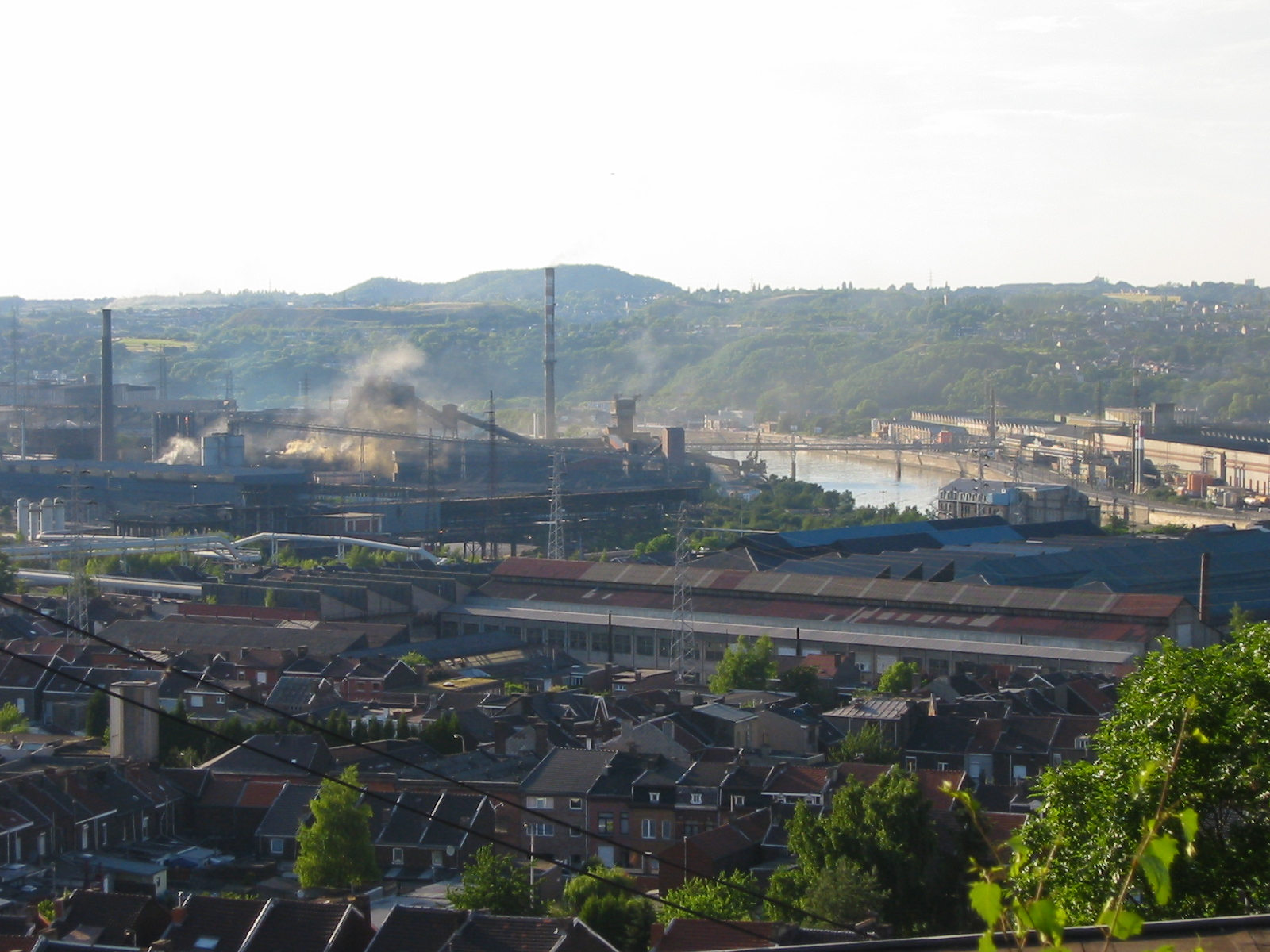
فولادسازی در امتداد رودخانه مئوس در اوگری نزدیکی شهر لیژ

در دهه‌های ۱۹۸۰ و ۱۹۹۰ توسعه مرکز اقتصادی کشور به سمت شمال فلاندرز ادامه یافت. امروزه، صنعت در مناطق پرجمعیت فلاندری در شمال متمرکز شده‌است.
در پایان دهه ۱۹۸۰، سیاست‌های اقتصاد کلان بلژیک به بدهی انباشته دولت در حدود ۱۲۰ درصد از تولید ناخالص داخلی منجر شد. به‌طور جاری، بودجه در تعادل است و بدهی عمومی با ۹۴٫۳ درصد از تولید ناخالص داخلی (تا پایان سال ۲۰۰۵) هم تراز می‌باشد PDF
در سال۲۰۰۴ نرخ حقیقی رشد تولید ناخالص داخلی در حدود ۲٫۷ درصد محاسبه شد. اما انتظار می‌رود در سال ۲۰۰۵ این مقدار به ۱٫۳ درصد تنزل کرده باشد. بلژیک به‌طور خاص دارای اقتصاد باز است. از دیدگاه ترابری بلژیک، دارای زیربنای محکم بنادر، کانال‌ها و راه‌آهن و بزرگ راه است که امکان یکپارچه شدن صنعتش با صنایع همسایگانش را به آن می‌دهد. بندر آنتورپ دومین بندر بزرگ اروپاست. بلژیک، به عنوان یکی از اعضای پایه‌گذار اتحادیه اروپا، از توسعه قدرت سازمان‌های این اتحادیه برای یکپارچه سازی اقتصاد کشورهای عضو شدیدآ حمایت می‌نماید. در سال ۱۹۹۹، بلژیک، یورو، تنها واحد پول اروپایی، را به عنوان واحد پول پذیرفت و در سال ۲۰۰۲، آن را جایگزین فرانک بلژیک کرد. اقتصاد بلژیک، قویآ به بازرگانی خارجی به ویژه کالاهای ارزش افزوده وابسته‌است. واردات عمده آن عبارتند از تولیدات غذایی، ماشین آلات، الماس خام، نفت خام و تولیدات نفتی، مواد شیمیایی، لباس و لوازم و بافتنی‌ها. صادرات عمده آن عبارتند از اتومبیل، غذا و تولیدات غذایی، آهن و فولاد، الماس پرداخته، منسوجات، پلاستیک، تولیدات نفتی و فلزات غیر آهنی. از سال ۱۹۲۲، بلژیک و لوکزامبورگ دارای یک بازار تجاری مشترک با گمرک و واحد پول یکسان بوده‌اند که تحت عنوان اتحادیه اقتصادی بلژیک لوکزامبورگ فعالیت می‌نماید. شرکای تجاری اصلی این اتحادیه عبارتند از آلمان، هلند، فرانسه، بریتانیای کبیر، ایتالیا، ایالات متحده آمریکا و اسپانیا. بلژیک در سال ۲۰۰۵، از نظر شاخص توسعه انسانی، در سازمان ملل، در رده نهم قرار داشته‌است.